# Lunden ÖBK
Lunden ÖBK, egentligen Lunden Överås Bollklubb, är en fotbollsförening från stadsdelen Lunden i Göteborg i Västergötland, bildad 15 oktober 2007 genom sammanslagning av Lundens AIS och Överås BK. Klubben har sedan tillblivelsen mestadels spelat i division IV där laget slutade på sjunde plats 2022. Såväl ÖBK (6 säsonger) som Lais (4) har spelat i gamla division III, det vill säga motsvarande dagens division I.